# Begonia boqueronensis
Espèce
Begonia boqueronensis est une espèce de plantes de la famille des Begoniaceae.
Elle a été décrite en 2014 par Utley - Kathleen Burt-Utley et John F. Utley.